# Нойлинген (Альтмарк)
Нойлинген (нем. Neulingen) — община в Германии, в земле Саксония-Анхальт.
Входит в состав района Зальцведель. Подчиняется управлению Арендзее-Кальбе. Население составляет 86 человек (на 31 декабря 2006 года). Занимает площадь 9,93 км².